# فرست نیشن ایرویز
فرست نیشن ایرویز (به انگلیسی: First Nation Airways) یک شرکت هواپیمایی است که در ۲۰۱۱ میلادی تأسیس شده‌است. دفتر مرکزی فرست نیشن ایرویز در لاگوس، نیجریه واقع شده‌است و قطب این شرکت هواپیمایی در فرودگاه بین‌المللی مرتلا محمد قرار دارد و به ۳ مقصد، پرواز انجام می‌دهد.